# エレール
エレール (Heller、現在の正式名称はHeller Hobby GmbH ) はかつてフランスにあった独立したプラスチック模型メーカーであり、現在はドイツのプラスチック模型製造・販売会社Glow2B傘下の模型ブランドである。ドイツの木製玩具メーカーのヘラー (JAN HELLER e.K. ) とのかかわりは無い。

## 概要
エレールは、ポリスチレンをフランスで最初に使用したプラモデルメーカーであり、飛行機、車、艦船などのプラモデルを主に生産･販売している。会社は1957年パリにて創業され、その後は幾多の変遷を経て、現在はドイツのGlow2Bに買収され新会社となっているが、製品の生産は現在もフランス国内の工場で続けられている。日本では1970年代にはトミーから、1980年代にはツクダ、今井、次いでグンゼから発売されていたことがあった。日本語ではエレールと呼称されるが、年輩者の中にはヘラーと英語読みする者もいる。

## 歴史
1957年、パリにてレオ・ジャイエル (Léo Jahiel ) によってエレールSA (Heller S.A. ) が設立された。最初の製品は1/100スケールのシュド・カラベルであった。1963年にはオルヌ県Trunに設置された工場での製造が開始された。
1975年にJouef、ソリドと共に「Le Jouet Français 」となったが、1981年に破綻し、アメリカの食品メーカーであるボーデン傘下のハンブロールグループに入った。1986年には競合する模型メーカーのエアフィックスもこのグループに加わり、エアフィックスの製品はエレールのTrun工場で製造されるようになった。1988年、パリの拠点を全て閉鎖しTrunへ移った。1994年、エレールはグループの他の企業と共にアイルランドの投資会社である Allen & McGuire に3100万フランスフランで売却された。
1999年、エレールは玩具メーカーのジュストラ (Joustra ) を買収した。2005年、マネジメント・バイアウトでグループを離脱したが2006年7月に倒産した。エレールの工場でエアフィックス製品を製造していた関係で、エアフィックスが経営危機に陥り、またハンブロールグループ全体も経営危機に陥り、ハンブロールは2006年11月にホーンビィに買収された。
エレールは2007年1月に宝飾品販売店であるMANOP (MANufacture d'Objet Précieux ) の傘下に入り、エレール・ジュストラ株式会社 (Heller - Joustra S.A ) となった。しかし2016年にまたも倒産、文具メーカーであるMapedのグループに買収されるがやはり事業が立ち行かず、2019年ドイツでかねてよりエレール・ジュストラの販売代理店を務めていたプラスチック模型製造・販売会社Glow2Bに買収され、フランスおよびドイツで事業を継続している。

## 製品
初期に発売された航空機のキットは1/100、1/75、1/50といったメートル法スケールのものが主であったが、1960年代の半ばにヤード・ポンド法に基づくスケールの1/72と1/48を採用し、以降はこれが中心となった。ただし、旅客機のみは多くのメーカーが採用している1/144より一回り大きい1/125を現在でも採用している。艦船のキットも、他社より大きめの1/400が主力となっている。戦闘車両のキットでは、1970年代の半ばより1/72と1/35で発売している。エアフィックスと同一のグループになってからは金型の交流も活発に行われて、相当数のエアフィックスのキットがエレールのブランドで発売され、数は少ないものの逆のケースもあった。また、両社で共同で新キットを開発し、若干仕様の違うキットを両社でほぼ同時に発売するケースもあった。
現在展開されているのは、従来から発売されている「Classique」、初心者向けに塗料や接着剤が入った「Kit」、ウレタン樹脂製パーツやエッチングパーツが入った「Upgrade」の3種である。

### 航空機
1960年代に開発された初期の1/72キットは、品質よりも機種選択自体に価値があった。機体に大きなリベットが打たれ、キャノピーは厚く、コクピットや脚収納部のディーテールも無かったが、ブロックやポテの双発機、ウーラガンや初期のミステール、初期のサーブの戦闘機、そしてノラトラやトランザールなどのフランスの大型輸送機といった、他のメーカーでは模型化されていない機体が作られていた。1970年代に入り製品数が増えるとともに、品質も向上していった。その中には、PZL.23やSBC ヘルダイバー（複葉機）などがある。
アメリカやイギリスの機体に関しては、ムスタング、スピットファイア、ヘルキャット、コルセア、クルセイダー、ハリケーン、セイバー、Bf109、零戦などの有名機も1970年代以降多数模型化している。特にスピットファイアとBf109は当時としては珍しく、同時期に複数のタイプを模型化しており、他社には見られないマイナーなタイプも作られていた。また1980年代末以降、F-14やF-15などの現用機を中心とした、エアフィックス製キットを自社ブランドで発売している。
1980年代には、ボーイング707やコンステレーション、DC-6のような4発の大型旅客機や、消防用飛行艇のカナディア CL-215などを1/72スケールで模型化している。
初期の1/50スケールのヘリコプターは、フルロン、ピューマ、アルエット、ガゼル、ラマなどユニークなものが多い。

### 軍用車両
1975年より1/35スケールの戦車、軍用車両を発売し、1/35スケールの充実に貢献している。車種的にはドイツのレオパルトシリーズを除けば自国で使われた車両が中心であり、現用のAMX-13やAMX-30シリーズ、パナール装甲車、第二次世界大戦時のソミュア S35、オチキス H35、ルノー R35などが作られている。フランスのオチキス社でライセンス生産された仕様のMBジープや、アメリカから貸与された2.5tトラック、各種のドイツ兵やフランス兵、アルペン猟兵、セネガル狙撃兵などのフィギュアも模型化されている。また、1970年代半ばに大型ヘリコプターのシュペル・フルロンを1/35で模型化しているが、これは軍用車両にスケールを合わせて開発された最も初期の航空機キットの一つである。

### 艦船
軍艦は1/400スケールが主で、フランス艦を中心に、イギリスやドイツの主力艦も模型化されている。一部のフランスの小型艦艇には1/200や1/100スケールで模型化されているものもある。大型の帆船モデルも作られており、1/100スケールのHMS ヴィクトリーや、ソレイユ・ロワイヤルなどがその代表である。

### 自動車
自動車モデルにおいても、シトロエン、プジョー、ルノーなどのフランス車が多く模型化されている。前輪駆動のシトロエン・トラクシオン・アバンシリーズから15CVを大スケールの1/8、シトロエンDS19を1/16で模型化している。また、1/24スケールのシリーズには、ドライエ、ドラージュ、ブガッティ、ベントレーブロワーなど、他社からの模型化の望めない黄金期のヨーロッパ車の精巧なキットが含まれている。70年代初期には、1/24のF1・スポーツプロト車を、多数発売。エンジンやフレームまで再現された精密かつ意欲的なものであったが、スライド金型を使用していない為、非常に作り難いモノであった。80年代初期には、1/12でリジェとルノーのF1を発売。ルノーは田宮・プロターとバッティングし、一段低い評価に甘んじた。2000年代以降のラリーカーも発売しているが、当時の会社の不安定な経済状況を反映してか、往時の製品のような凝った精巧さは盛り込まれなかった。
しかし2010年頃に業績を一時持ち直して新規開発に挑み、2015年に発表したシトロエン・タイプHやシトロエン・メアリ、ルノー・4、ファーガソン農業用トラクターといった製品群は、市場の認識を刷新する精巧かつ現代的な出来ばえで評判となった。

### オートバイ
1/8スケールで、ホンダCB750FOUR、カワサキ1000ゴディエ・ジュヌーなどを模型化している。エンジンの空冷フィンを～一枚１枚重ね合わせる～田宮もプロターも～当時は採用していなかった先進的な構成であった。1/12、1/24スケールでは2000年代のMotoGPのバイクを発売していた。